# Henry James, I barone James
Henry James, I barone James di Hereford (30 ottobre 1828 – 18 agosto 1911), è stato un avvocato e politico inglese.

## Biografia
Era il figlio di Philip Turner James, un chirurgo di Hereford, e di sua moglie, Frances Gertrude Bodenham, figlia di John Bodenham. La famiglia di suo padre discendeva dai Gwynnes di Glanbran, Carmarthenshire, descritta come "una delle più antiche dell'impero". Suo nonno, Gwynne James, era un chirurgo, mentre il suo bisnonno, un altro Gwynne James, era un farmacista. Studiò al Cheltenham College.

## Carriera
Nel 1867 è stato nominato Postman della Corte dello Scacchiere, e nel 1869 è diventato un consulente della Regina. Alle elezioni politiche del 1868 ha rappresentato Taunton, carica che mantenne fino al 1885. 
Nel settembre 1873 James è stato nominato Procuratore generale per l'Inghilterra e il Galles da William Ewart Gladstone, incarico che ha ricoperto fino a quando il governo cadde l'anno successivo. Quando Gladstone ricoprì ancora la carica di primo ministro nel 1880, James riprese questa carica. A lui si deve l'introduzione del Corrupt Practices Act 1883. Nel 1885 divenne membro del Consiglio privato. 
Nel 1886 ha rappresentato Sir Charles Dilke nel caso di divorzio Crawford, dove Dilke fu accusato di adulterio con la sorella della moglie di suo fratello. 
In seguito divenne uno dei più influenti degli unionisti liberali. Nel 1895 è stato nominato Barone James di Hereford, nella Contea di Hereford. Dal 1895 al 1902 è stato Cancelliere del Ducato di Lancaster. 

## Morte
Lord James morì celibe il 18 agosto 1911. Dalla sua amante Alice, ebbe una figlia, Alice Henland (1868-1936), che sposò George Talbot.